# حزقيال طوروس
حزقيال طوروس (بالسريانية:ܚܙܩܝܰܐܺܝܠ ܛܽܘܪܳܣ - حزقيايل طورُس) (1912 - 1984) ويُطلق عليه البعض حزقيال طوروس السرياني الخربوطلي، هو رسام آرامي اشتهر برسوماته للطبيعة والمعالم السورية، من أشهرها لوحة قلعة حلب، ولوحة نواعير حماة، ولوحة لنابليون بونابرت والتي اقتناها متحف لُبنان.

## سيرته الذاتيّة والفنيّة
ولد حزقيال طوروس في مدينة معمورة العزيز (تُسمى خربوط بالسريانية) في تركيا عام 1912، وتذكر مصادر أُخرى أنه وُلد في حلب عام 1915. انتقل إلى مدينة حلب مع أهله في عام 1916 أثناء مذابح سيفو إلى سوريا، وتعلم في مدارس حلب.
بدأ تعلم الرسم في عام 1932، عن طريق التجربة الذاتية، ثم تتلمذ علوم الفن على يد الفنان (محمد غالب سالم) الذي رعاه ودفعه إلى متابعة الرسم، وقدمه إلى الوسط الفني، وكانت أعماله غنية بالألوان الحارة، كما تأثر بالطبيعة بسبب هوايته للصيد، وقد زار عدداً كبيراً من المناطق الطبيعة في سوريا، وعمل على رسم بعضها بأسلوبه الواقعي التسجيلي، تارة بسكين الرسم وأخرى بالريشة، وكان أول أعماله لوحة قلعة حلب في عام 1936، كما برز بالرسم بواسطة سكينة الرسم المعروفة، حتى إنه يُعدّ رائداً فيها في الحركة التشكيلية السورية الآرمية.

### معارضه
بدأ أول معارضه الفردية في عام 1943، في واجهة محله حيث كان يعمل في تصليح الساعات، أما معرضه الثاني فكان في صالة نادي السعد بحلب، قدم فيه (54) لوحة باعها جميعا للمغتربين السريان والأجانب، وفي عام 1961، بدأ يشارك في المعارض الرسمية، وقد شارك مع الفنان (فاتح المدرس) بمعرض خاص في صالة نادي اللواء عام 1954، تلا ذلك عدة معارض، منها: في عام 1953 في اللاذقية، وفي عام 1960 في دمشق، وعام 1963 في القامشلي، وعامي 1974، و1975 في حلب، وكان معرضه الأخير في صالة تشرين بحلب عام 1977، كما نال عدة جوائز.

## وفاته
أُصيب في سنواته الأخيرة بضعف في بصره، وتوفي في مدينة حلب في 5 فبراير (شباط) عام 1984م، عن عمر ناهز 72 عامًا، رسم خلال حياته أكثر من 1500 لوحة، تنوعت ما بين الطبيعة والآثار والحارات العتيقة وبعض الطبيعة الصامتة والشخصيات، منها لوحة نابليون بونابرت التي اقتناها متحف لبنان بمبلغ 50.000 ليرة سورية عام 1943.